# Ixodes texanus
Ixodes texanus är en fästingart som beskrevs av Banks 1909. Ixodes texanus ingår i släktet Ixodes och familjen hårda fästingar. Inga underarter finns listade i Catalogue of Life.